# Marta Amf
Marta Amf (* um 1948, verheiratete Marta Kovač) ist eine ehemalige jugoslawische Badmintonspielerin.

## Karriere
Marta Amf gewann schon als Juniorin 1966 ihren ersten Titel bei den Erwachsenen in der SR Slowenien. Mehr als zwei Dutzend weitere Meisterschaftsgewinne folgten bis 1990. 1969, 1973 und 1974 siegte sie bei den Slovenian International.

## Sportliche Erfolge
| Saison | Veranstaltung                                 | Disziplin   | Platz | Name                            |
| ------ | --------------------------------------------- | ----------- | ----- | ------------------------------- |
| 1963   | Slowenien: Einzelmeisterschaften der Junioren | Mixed       | 1     | Jani Drinvec / Marta Amf        |
| 1963   | Slowenien: Einzelmeisterschaften der Junioren | Damendoppel | 1     | Breda Križman / Marta Amf       |
| 1964   | Slowenien: Einzelmeisterschaften der Junioren | Damendoppel | 1     | Breda Križman / Marta Amf       |
| 1966   | Slowenien: Einzelmeisterschaften              | Dameneinzel | 1     | Marta Amf                       |
| 1966   | Slowenien: Einzelmeisterschaften der Junioren | Dameneinzel | 1     | Marta Amf                       |
| 1966   | Slowenien: Einzelmeisterschaften der Junioren | Damendoppel | 1     | Marta Amf / Vita Bohinc         |
| 1967   | Slowenien: Einzelmeisterschaften der Junioren | Damendoppel | 1     | Marta Amf / Vita Bohinc         |
| 1967   | Slowenien: Einzelmeisterschaften              | Mixed       | 1     | Mitja Žorga / Marta Amf         |
| 1969   | Slovenian International                       | Damendoppel | 1     | Marta Amf / Vita Bohinc         |
| 1971   | Slowenien: Einzelmeisterschaften              | Dameneinzel | 1     | Marta Amf                       |
| 1971   | Slowenien: Einzelmeisterschaften              | Mixed       | 1     | Gregor Berden / Marta Amf       |
| 1972   | Slowenien: Einzelmeisterschaften              | Damendoppel | 1     | Marta Amf / Vita Bohinc         |
| 1972   | Slowenien: Einzelmeisterschaften              | Mixed       | 1     | Gregor Berden / Marta Amf       |
| 1973   | Slovenian International                       | Mixed       | 1     | Gregor Berden / Marta Amf       |
| 1973   | Slovenian International                       | Damendoppel | 1     | Lučka Križman / Marta Amf       |
| 1973   | Slowenien: Einzelmeisterschaften              | Damendoppel | 1     | Marta Amf / Lučka Križman       |
| 1974   | Slovenian International                       | Damendoppel | 1     | Lučka Križman / Marta Amf       |
| 1974   | Slovenian International                       | Mixed       | 1     | Gregor Berden / Marta Amf       |
| 1974   | Slowenien: Einzelmeisterschaften              | Mixed       | 1     | Gregor Berden / Marta Amf       |
| 1974   | Slowenien: Einzelmeisterschaften              | Damendoppel | 1     | Marta Amf / Vita Bohinc         |
| 1975   | Slowenien: Einzelmeisterschaften              | Mixed       | 1     | Gregor Berden / Marta Amf       |
| 1975   | Slowenien: Einzelmeisterschaften              | Damendoppel | 1     | Marta Amf / Lučka Križman       |
| 1976   | Slowenien: Einzelmeisterschaften              | Mixed       | 1     | Gregor Berden / Marta Amf       |
| 1976   | Slowenien: Einzelmeisterschaften              | Damendoppel | 1     | Marta Amf / Lučka Križman       |
| 1976   | Slowenien: Einzelmeisterschaften              | Dameneinzel | 1     | Marta Amf                       |
| 1976   | Slovenian International                       | Mixed       | 1     | Gregor Berden / Marta Amf       |
| 1977   | Slowenien: Einzelmeisterschaften              | Mixed       | 1     | Gregor Berden / Marta Amf       |
| 1977   | Slowenien: Einzelmeisterschaften              | Damendoppel | 1     | Marta Amf / Lučka Križman       |
| 1979   | Slowenien: Einzelmeisterschaften              | Mixed       | 1     | Gregor Berden / Marta Kovač     |
| 1979   | Slowenien: Einzelmeisterschaften              | Damendoppel | 1     | Marica Pohar / Marta Kovač      |
| 1980   | Slowenien: Einzelmeisterschaften              | Damendoppel | 1     | Lucka Krizman / Marta Kovač     |
| 1981   | Slowenien: Einzelmeisterschaften              | Damendoppel | 1     | Maja Atanasijeviź / Marta Kovač |
| 1981   | Slowenien: Einzelmeisterschaften              | Mixed       | 1     | Gregor Berden / Marta Kovač     |
| 1982   | Slowenien: Einzelmeisterschaften              | Mixed       | 1     | Gregor Berden / Marta Kovač     |
| 1983   | Slowenien: Einzelmeisterschaften              | Mixed       | 1     | Gregor Berden / Marta Kovač     |
| 1983   | Slowenien: Einzelmeisterschaften              | Damendoppel | 1     | Maja Atanasijeviź / Marta Kovač |
| 1983   | Slowenien: Einzelmeisterschaften              | Dameneinzel | 1     | Marta Kovač                     |
| 1985   | Slowenien: Einzelmeisterschaften              | Dameneinzel | 1     | Marta Kovač                     |
| 1985   | Slowenien: Einzelmeisterschaften              | Damendoppel | 1     | Maja Nagode / Marta Kovač       |
| 1986   | Slowenien: Einzelmeisterschaften              | Damendoppel | 1     | Maja Nagode / Marta Kovač       |
| 1987   | Slowenien: Einzelmeisterschaften              | Damendoppel | 1     | Maja Nagode / Marta Kovač       |
| 1987   | Slowenien: Einzelmeisterschaften              | Mixed       | 1     | Gregor Berden / Marta Kovač     |
| 1988   | Slowenien: Einzelmeisterschaften              | Damendoppel | 1     | Maja Nagode / Marta Kovač       |
| 1989   | Slowenien: Einzelmeisterschaften              | Damendoppel | 1     | Maja Nagode / Marta Kovač       |
| 1989   | Slowenien: Einzelmeisterschaften              | Mixed       | 1     | Bojan Strah / Marta Kovač       |
| 1990   | Slowenien: Einzelmeisterschaften              | Damendoppel | 1     | Maja Nagode / Marta Kovač       |